# Acta Única Europea
El Acta Única Europea (AUE) es un tratado internacional firmado en Luxemburgo y La Haya (Países Bajos) el 17 de febrero y el 28 de febrero de 1986 (en La Haya) por los 12 países miembros que en ese momento formaban la Comunidad Económica Europea. Entró en vigor el 1 de julio de 1987. Esta acta contribuyó a la creación de la Unión Europea cinco años después.
El Acta Única Europea pretendió superar el objetivo de Mercado Común para alcanzar el objetivo de Mercado Único que implicaría un espacio sin fronteras interiores, en el que la libre circulación de mercancías, personas, servicios y capitales estaría garantizada. 
El objetivo de libre circulación ya estaba recogido en los Tratados iniciales, pero ante el escaso éxito alcanzado, salvo en materia de libre circulación de mercancías, el Acta Única Europea se propuso lograr el objetivo en un plazo fijo: 31 de diciembre de 1992. Este Tratado sembró las bases de una política económica y monetaria que habría de desembocar en la moneda única.

## Principales puntos del Acta
- Establecimiento de las condiciones jurídicas para la creación de un mercado único, que se hizo realidad el 1 de enero de 1993.
- Aparece un capítulo dedicado a la cohesión económica y social.
- Fortalecimiento del sistema de cooperación política europea, en los campos de investigación, la tecnología y el medio ambiente
- Se menciona por primera vez en un documento de derecho primario la Cooperación Política Europea en materia de política exterior y de seguridad y defensa.
- Mejora de las estructuras de decisión de la Comunidad Económica Europea, con el fortalecimiento de los derechos del Parlamento Europeo.
- Establecimiento del Tribunal de General de Primera Instancia de la Unión Europea para que asista al Tribunal de Justicia de la Unión Europea en su trabajo.

## Expansión de políticas sociales
El AUE expandió sus competencias de política social para incluir la salud y la seguridad en el lugar de trabajo así como también el diálogo entre la administración de empresas y la mano de obra.